# Kees Bakker
Kees Bakker (Winterswijk, 28 de abril de 1931-Warmond, 3 de noviembre de 2010) fue un botánico, y profesor neerlandés, en la Facultad de Ecología de la Universidad de Leiden.
Durante su investigación de doctorado, estudió la competencia intraespecífica e inter de Drosophila en experimentos detallados de laboratorio. Después de su período de posdoctorado en Silwood Park (Imperial College de Londres) volvió a Leiden. Allí llevó a cabo un programa de investigación sobre las relaciones parásito-hospedador, con temas de evolución ecológica como la competencia, la selección anfitriona, el comportamiento parasitario, sistemas de defensa parasital, optimizado los comportamientos de recogida de alimentos y relaciones sexuales en evolución.

## Algunas publicaciones
- 1991. Vers voer voor biologen (Los alimentos frescos para los biólogos). Ed. K. Bakker, 172 p. ISBN 9080077216, ISBN 9789080077218

## Honores

### Membresías
- 1982: Real Academia de Ciencias Neerlandesa[1]
- Real Sociedad de Ciencias y Humanidades de Holanda
- Honorario de Sociedad Británica de Ecología
- Asociación de Geólogos Neerlandeses

- La abreviatura «K.Bakker» se emplea para indicar a Kees Bakker como autoridad en la descripción y clasificación científica de los vegetales.[2]